# Saint-Pierre-les-Églises
Saint-Pierre-les-Églises était une petite commune située au bord de la Vienne, près de Chauvigny à laquelle elle est rattachée de nos jours. Elle est remarquable par son église préromane contenant un ensemble de fresques, antérieures à l'an mil, mises au jour en 1850 et récemment reconnues comme peut-être les plus anciennes fresques d'Europe occidentale.

## Histoire
Saint-Pierre-les-Églises était situé au bord d'une ancienne voie romaine qui allait de Poitiers (Lemonum) à Bourges (Avaricum) et qui traversait la rivière à l'aide d'un gué. Ce gué situé à moins d'une journée de marche de Lemonum a favorisé l'implantation d'une activité artisanale et d'un habitat au Ier siècle. En tout, sept bornes milliaires ont été trouvées sur l'ancien territoire de la commune de Saint-Pierre-les-Églises et de Chauvigny.
Par contre on ne sait pas très bien comment ce site a évolué entre le VIe siècle et le Xe siècle, on a retrouvé des sépultures mérovingiennes, et l'église par son plan, sa technique de construction et les fresques qui décorent l'abside, en fait un témoin remarquable de l'art carolingien.
L'église a été classée aux monuments historiques en 1952.

## L'église
L'édifice est constitué d'une nef rectangulaire ouvrant sur une abside semi-circulaire. L'ensemble était couvert d'une charpente. Au XIe siècle, l'abside a été surélevée pour recevoir une voûte en pierre. Elle a été renforcée à l'intérieur par un arc doubleau qui repose sur deux colonnes adossées au mur.
Elle a, encore, été transformée au cours des siècles :
- En 1628, les enduits intérieurs ont été refaits, ils représentent dans la nef un décor en faux joints de pierre ocre-rouge sur fond crème ornés d'une frise faite de IHS et MA, les monogrammes de Jésus Christ et de la Vierge Marie. Les fresques de l'abside étaient aussi recouvertes par cet enduit, jusqu'à leur découverte par l'abbé Couhé en 1850.
- En 1778, l'imposte de la porte d'entrée fut restaurée
- Au XVIIIe siècle deux des neuf fenêtres qui éclairent l'église ont été élargies.

### L'extérieur
La toiture est en tuiles plates et surmontée d'un petit clocher couvert avec des ardoises.
Au chevet, deux assises de petit appareil avec des moellons cubiques et allongés ainsi que l'arase de briques rappellent les constructions gallo-romaines tardives, ces bases ont été réutilisées par l'édifice carolingien. L'abside est percée de trois fenêtres.
Une borne milliaire romaine est accolée au sud-est du chevet. Découverte avant 1863  au gué des Chirets,  elle a été assemblée à d'autres éléments et coiffée d'un chapiteau antique, vers la fin du siècle. C'est probablement à cette occasion que la partie manquante a été comblée, dans une reconstitution hypothétique aujourd'hui contestée. Selon Ingemar König (de), en 1967, l'inscription mentionnerait le nom de Gordien III, empereur entre 238-244 (et non pas celui de Commode comme cela avait été proposé précédemment).
Près de l'entrée de l'église, voisin avec d'autres provenant de la nécropole mérovingienne qui a précédé le cimetière médiéval, puis le cimetière actuel, un sarcophage trapézoïdal a été déposé. Comme à Civaux, à 10 kilomètres au sud, les pourtours de l'église étaient parsemés de ces sépultures taillées dans la pierre calcaire. Le couvercle des sarcophages trouvés à Saint-Pierre-les-Églises, est souvent décoré d'une bande longitudinale à deux ou trois traverses. Motif plus rare, les outils figurés sur le sarcophage accolé à l'église, notamment une équerre et une sorte de piolet évoquent ceux d'un tailleur de pierre.

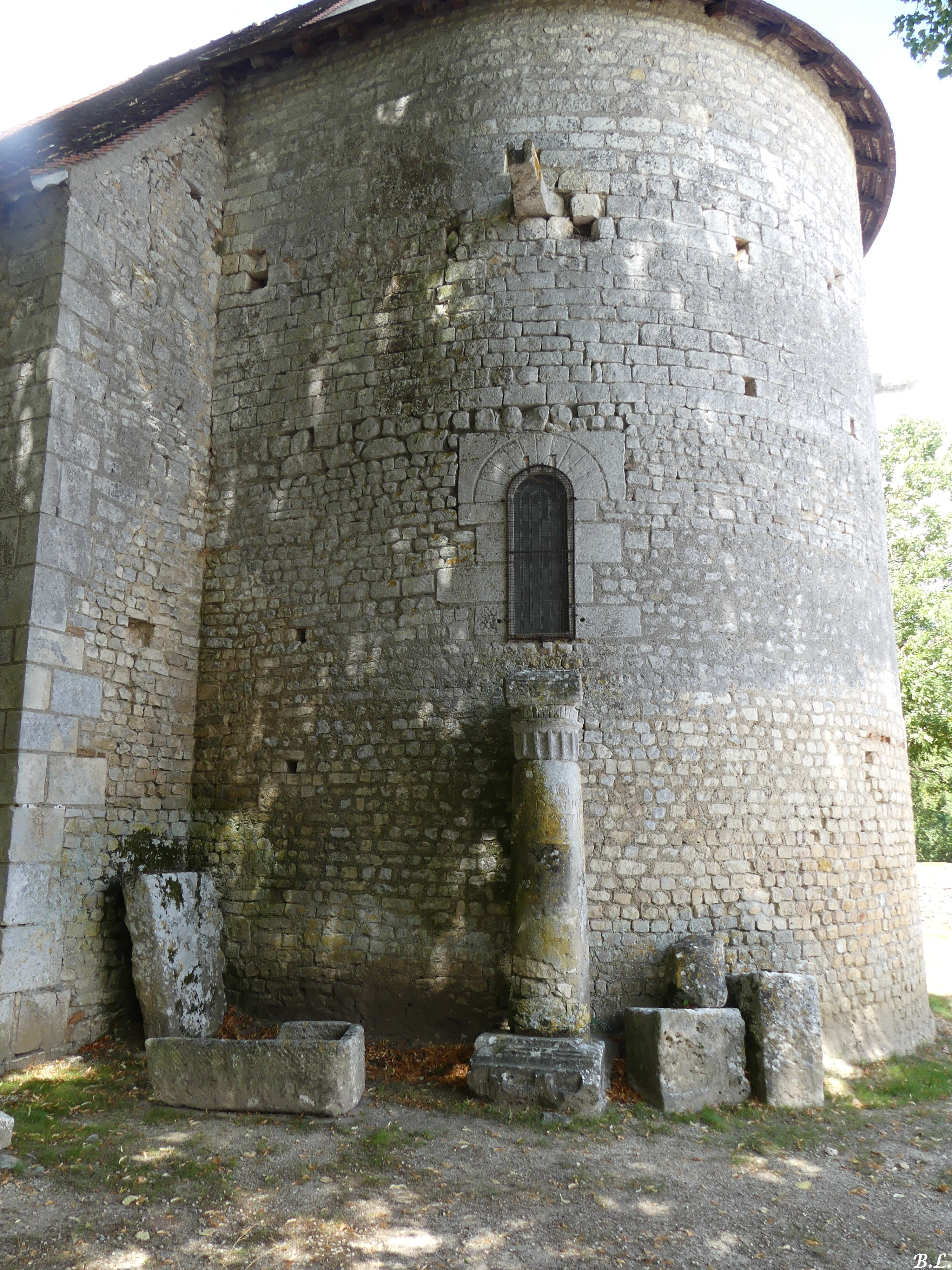
Abside carolingienne, miliaire, sarcophages
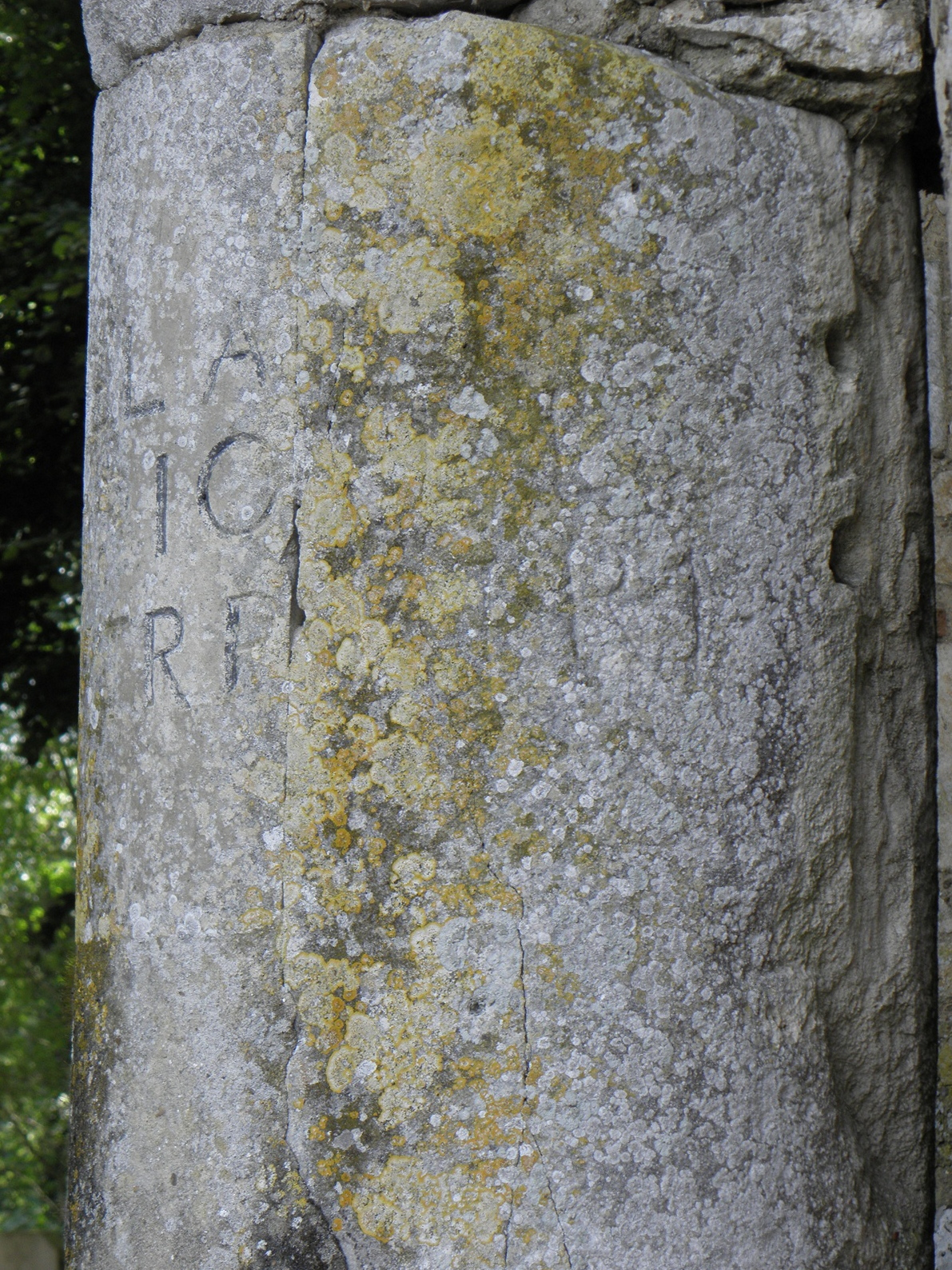
Le milliaire de Gordien III
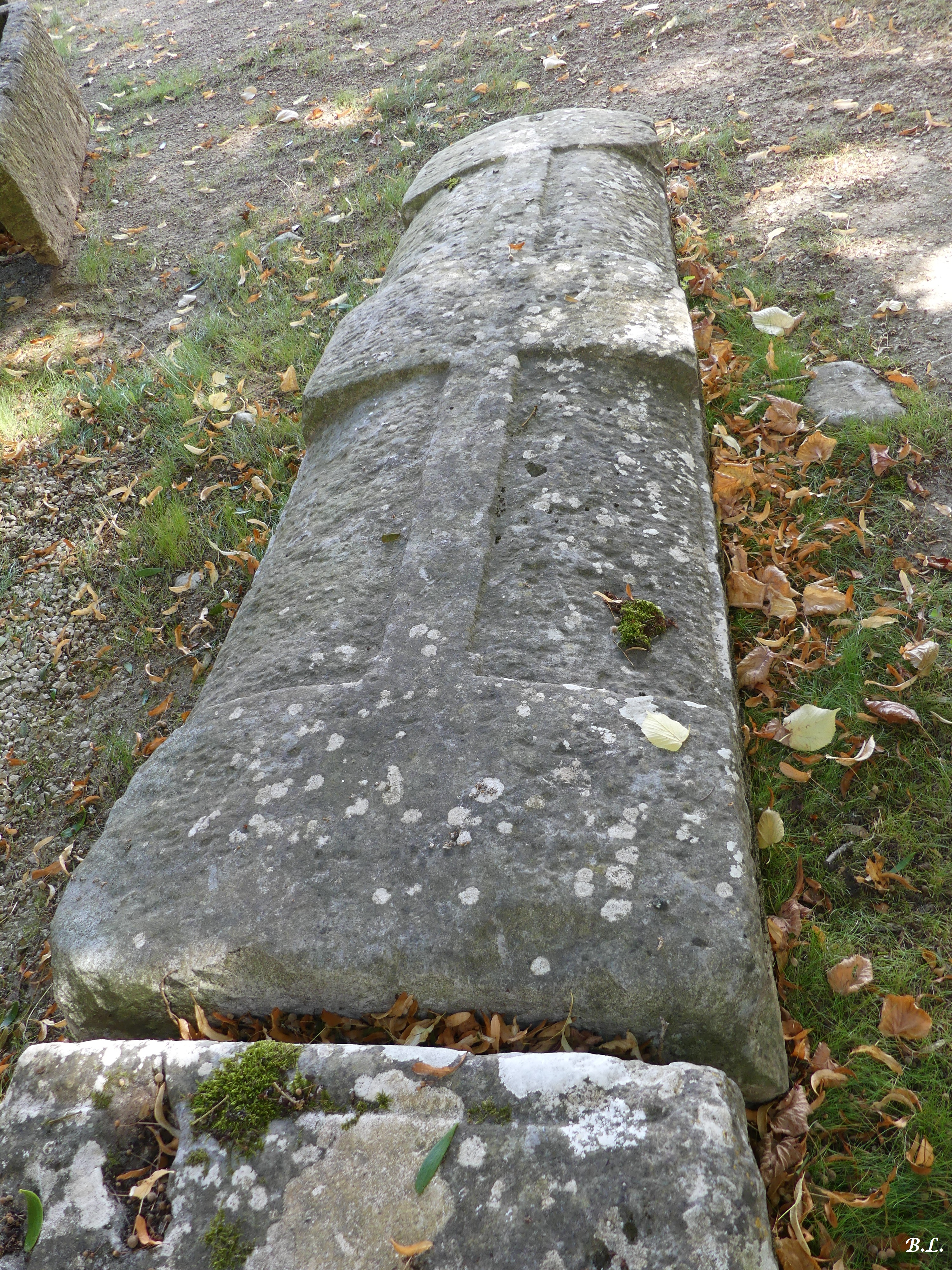
Sarcophage mérovingien
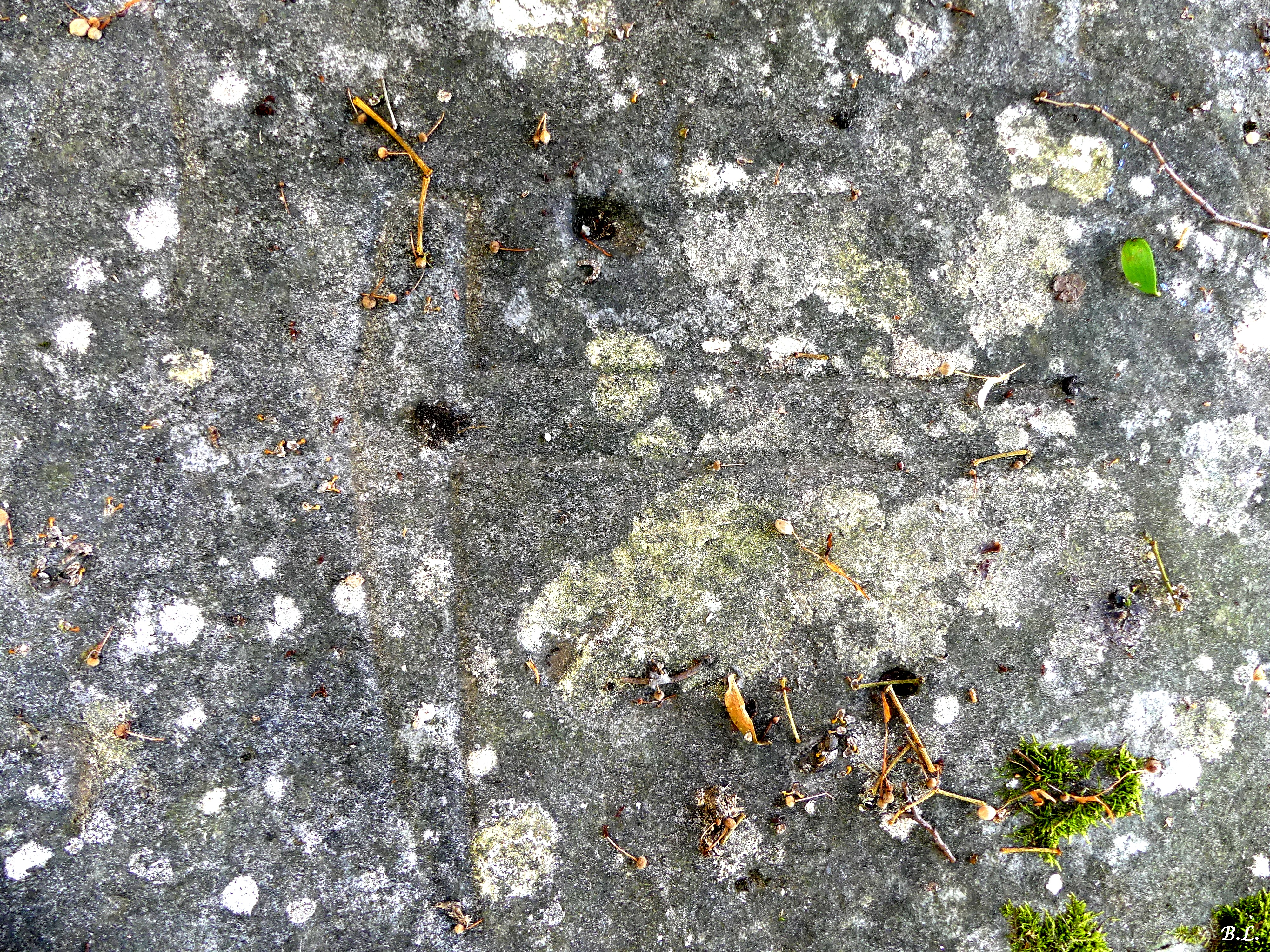
Sarcophage d'un tailleur de pierre ?

### L'intérieur
Il est constitué d'une nef unique rectangulaire mesurant 13 mètres sur 9,20 mètres et d'une abside en demi-cercle d'un diamètre de 5,75 mètres. La voûte est soutenue par un arc doubleau. Elle est couverte d'une charpente à cinq fermes. Elle est éclairée par six fenêtres larges et étroites.

### Les fresques de l'abside
La notoriété de l'église tient à ses fresques qui couvrent la totalité de l'abside. La peinture a fresco consiste à appliquer des couleurs sur un enduit frais à base de chaux. Cette technique assure la pérennité de l’œuvre à travers les siècles, les couleurs imbibant l'enduit. Les pigments utilisés dans cet édifice sont peu nombreux : l'ocre rouge, l'ocre jaune, le blanc et le gris.
On a longtemps cru que ces fresques dataient du XIIe siècle, et qu'elles étaient de facture médiocre, c'est Paul Deschamps, archiviste-paléographe et directeur du musée des monuments français, vers 1950 qui a su reconnaître en elles des fresques carolingiennes, donc antérieures à l'an mil.
- Pourquoi peut-on affirmer que ce sont des fresques pré-romanes ?
  - Palette de quatre couleurs (le blanc, le gris, l'ocre jaune et l'ocre rouge) comme dans la crypte de l'abbaye de Saint-Germain à Auxerre.
  - la forme du g de Longinus qui ne se voit plus dans les inscriptions postérieures au Xe siècle[5].

La datation récente au carbone 14 effectuée par une archéologue, Bénédicte Palazzo-Bertholon, permet de mettre fin à des années de polémique et d'affirmer qu'elles ont été réalisées entre 782 et 984, ce qui en fait les plus anciennes fresques de France avec celles de la crypte de Saint-Germain d'Auxerre.
Les scènes historiées, rythmées par les trois fenêtres, sont déployées sur deux registres séparés par une alternance de lignes blanches et grises. On peut encore de nos jours distinguer plusieurs scènes inspirées de la vie de Jésus et de Marie.
- On peut voir à gauche de l'axe de l'abside :

- - En haut, la Visitation : Cette fresque représente la rencontre entre Élisabeth et Marie, sa cousine. Marie est accompagnée d'une servante qui se tient un peu à l'écart ; derrière Élisabeth se tiennent deux personnages : l'un d'eux est Zacharie, son mari, l'autre est une servante. Les cinq personnages sont auréolés et peints sur un fond ocre-rouge, cette fresque est en assez mauvais état. Toutefois, la dynamique de cette scène exprimée par les gestes des mains des personnages, les mouvements des corps et le jeu des regards est remarquable.

- - En bas, la chevauchée et l'adoration des mages : Dans la chevauchée les Mages sont représentés sous la forme de trois cavaliers portant un casque pointu de type oriental et une lance, leurs chevaux sont richement harnachés. On les retrouve dans la scène de l'adoration ornant le même registre. Là, ils présentent de grandes coupes contenant leur offrande. Les coupes, selon l’Évangile de saint Matthieu, contiennent de l'or, symbole de la Royauté (le Christ est le roi des Juifs), de l'encens, symbole du sacerdoce (le Christ est le fils de Dieu) et de la myrrhe, symbole de la mort (le Christ est fils de l'homme et donc mortel). La Vierge Marie assise sur un trône, tient sur ses genoux l'enfant Jésus. Ils sont représentés de profil, comme c'était la tradition avant l'époque romane. L'enfant Jésus tend les mains vers les mages en signe d'acceptation de leurs présents. Les Mages, ici, n'ont pas de couronnes car ce ne sont pas des rois, ce n'est qu'à partir du XIIe siècle que les Mages seront assimilés à des rois.

- - Au-delà de la colonne nord : La crucifixion, c'est la partie la mieux conservée. La croix est large et bordée d'une double ligne, au-dessus des bras on aperçoit deux cercles, l'un contient la lune, l'autre le soleil. Le Christ est représenté imberbe, le corps recouvert d'un simple pagne, les jambes jointes sont au-dessus d'un calice qui représente le vase dans lequel fut recueilli le sang du Christ. De part et d'autre du Christ sous les bras de la croix on peut voir deux personnages :
    - à gauche, le personnage est vêtu d'une tunique claire et porte une cape attachée à l'épaule et un casque pointu, il s'agit de saint Longin (comme l'indique l'inscription Longinus), il perce le flanc de Jésus avec une lance.
    - à droite, le personnage est vêtu de la même tunique et il est coiffé d'une espèce de turban, il porte un seau de peau dans la main gauche et 'une longue hampe garnie d'une éponge dans la main droite.
    - Un peu à l'écart, il y a deux autres personnages, ce sont deux femmes, qui sont sans doute Marie-Madeleine à droite (une inscription partiellement effacée, Maria Magdalene subsiste encore de nos jours), et Marie à gauche dont la tête est inclinée et les mains jointes. Fait rare, saint Jean est absent de cette scène. Il a, en effet, été remplacé par  Marie-Madeleine, considérée comme l'une des messagères privilégiées de la Résurrection à l'époque carolingienne.
    - Sous la crucifixion, il subsiste un fragment de fresque représentant un personnage couronné qui serait le roi Hérode probablement en rapport avec le régistre inférieur, celui des Mages.

- En retour sur le mur ouest : Marie Jacobé, cette fresque représente une femme de face, tenant devant elle un drap, qui est sans doute le linceul vide du Christ, elle est identifiée, par une inscription de nos jours presque illisible, comme Maria Jacobi, qui pourrait être la mère de l'apôtre saint Jacques.

- À droite de la fenêtre axiale :

- - En haut : La Nativité et le bain de l'enfant qui n'est connu que par des textes apocryphes. Marie est allongée et vient de mettre au monde l'enfant Jésus. Dans la partie supérieure une ligne blanche en arc de cercle matérialise la grotte où repose Marie après la naissance de l'enfant Jésus. En bas on distingue trois femmes, en fait trois sages-femmes. L'une d'elles, à gauche, tient dans chaque main une petite amphore contenant des onguents, elle semble prendre le public à témoin. Celle du centre, de profil, présente un vêtement blanc. La troisième parait tenir l'enfant Jésus à bout de bras au-dessus d'une vasque pour lui donner son premier bain. Malheureusement cette fresque est partiellement effacée. La base d'une tunique et un pied subsistant à droite de la scène suggèrent l'éventuelle présence de Joseph.

- - Au registre inférieur : Le combat de saint Michel contre le dragon, dans cette scène l'archange est entouré de lignes courbes ocre-rouge, seule se détache en blanc sa lance qui transperce le flanc du dragon, ce dernier se tordant de douleur. La scène est extraordinaire de vivacité. La victoire de saint Michel annonce le retour triomphant du Christ rédempteur. Cette scène est tirée de l'Apocalypse.

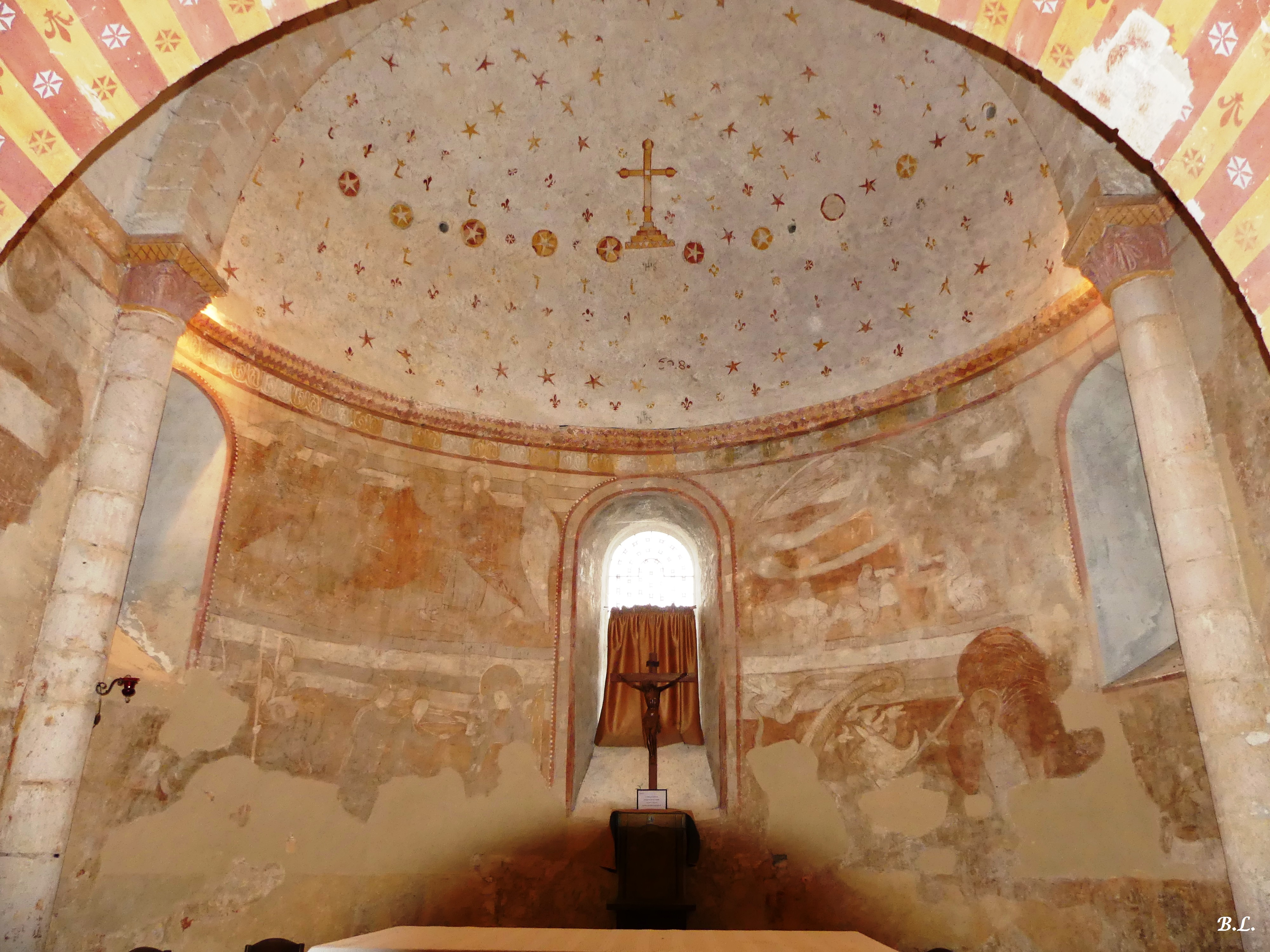
Fresques carolingiennes et voûte romane
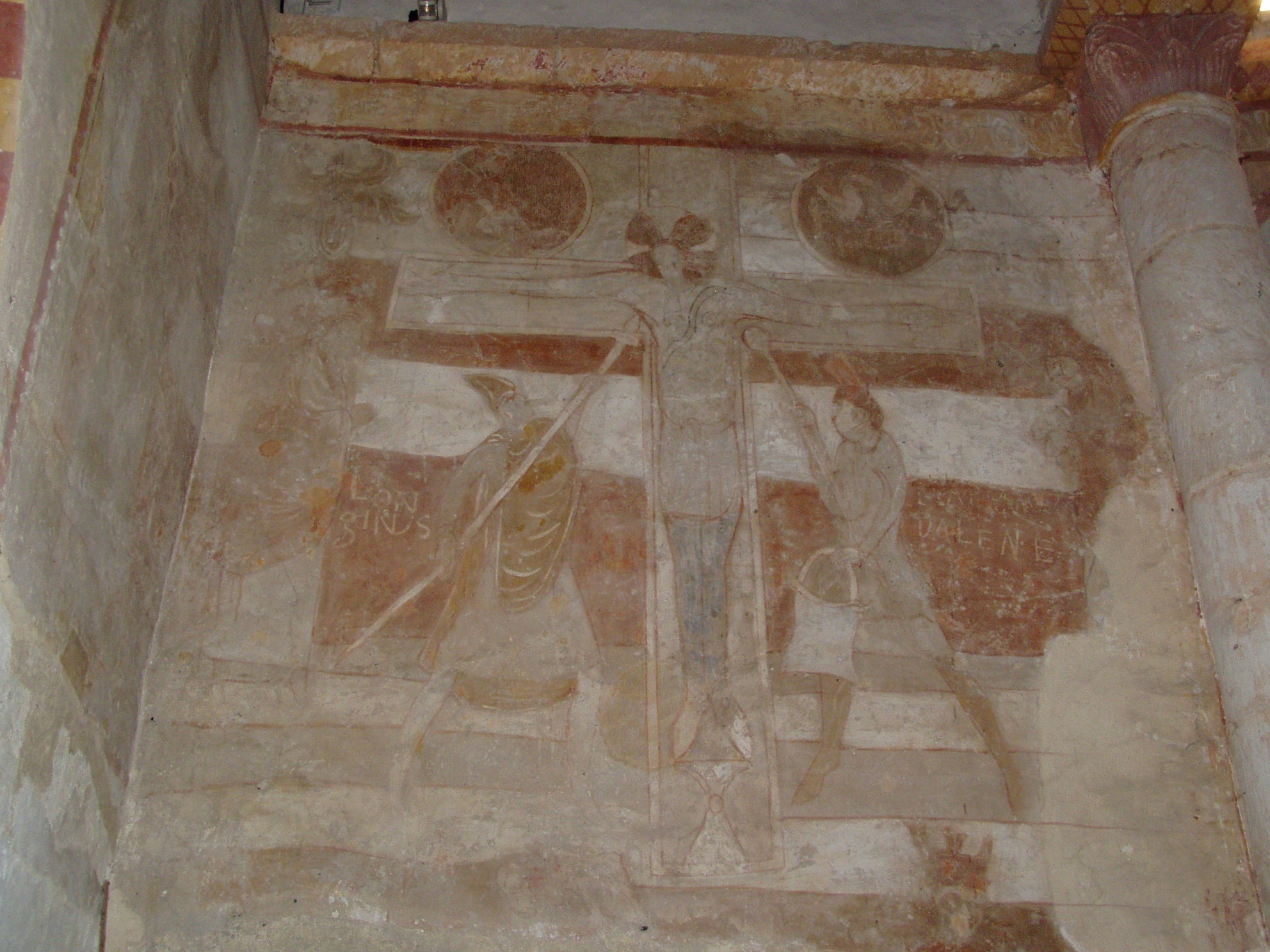
La crucifixion
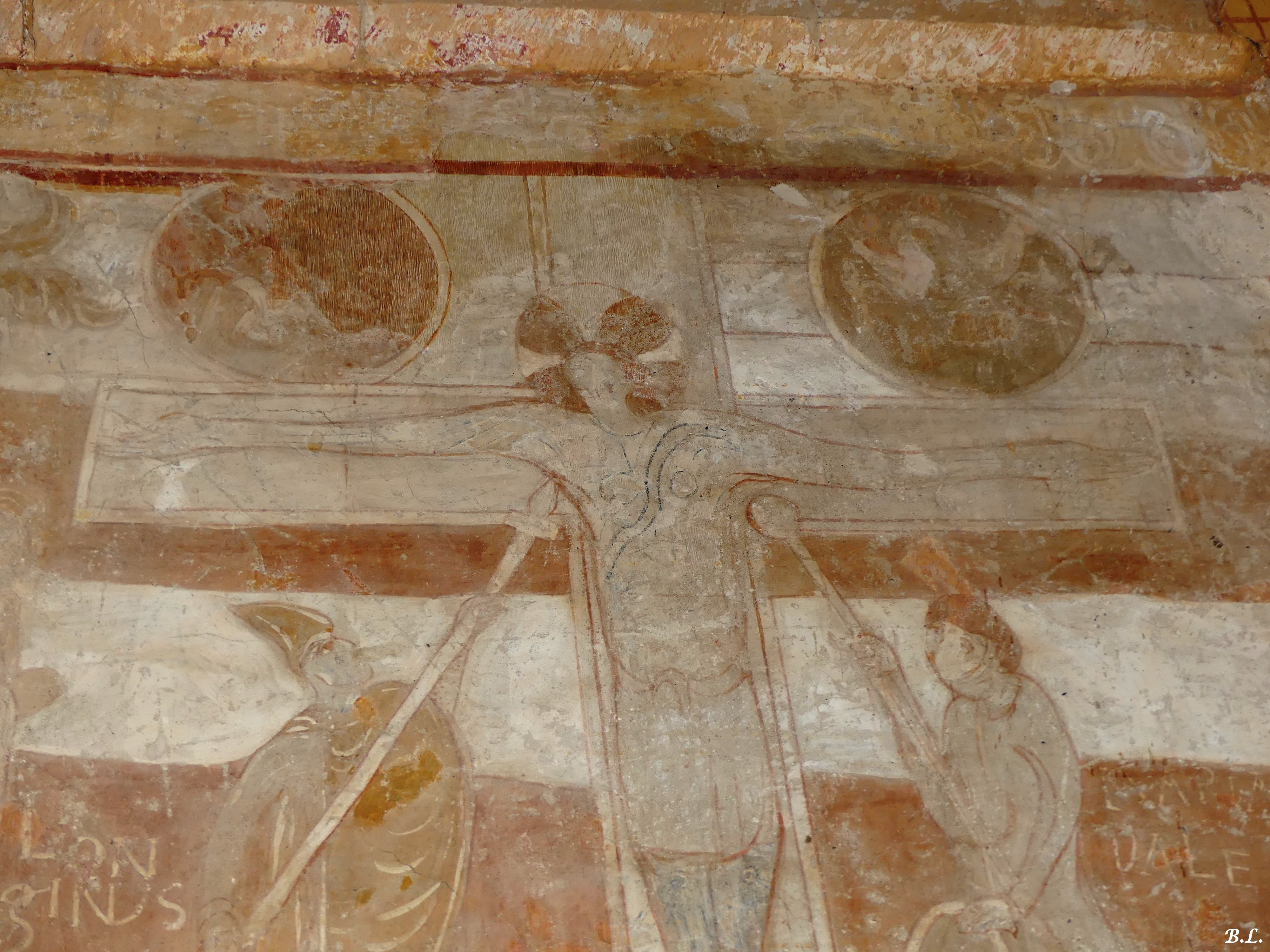
La crucifixion détail
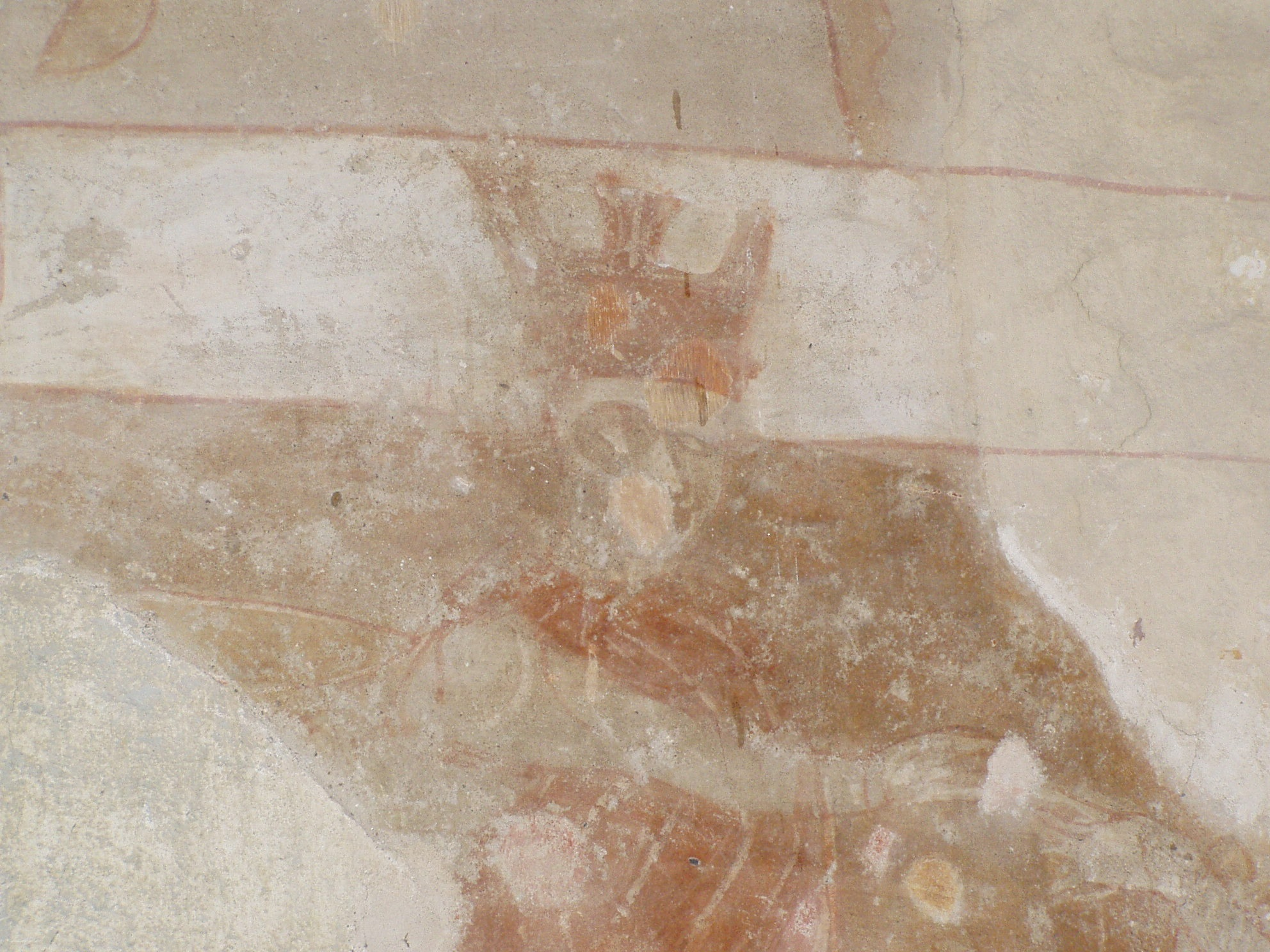
Hérode
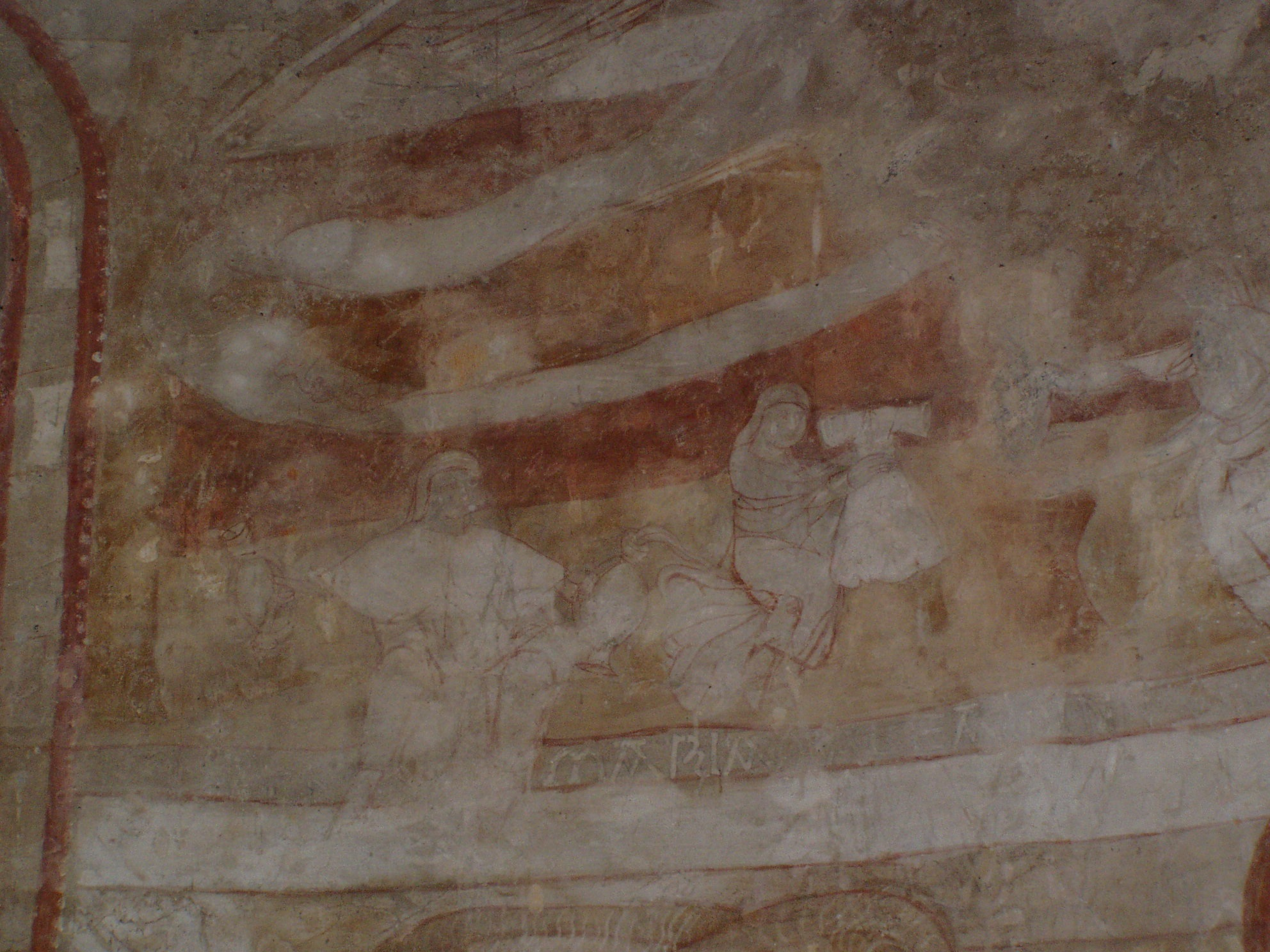
La Nativité et le bain de l'enfant
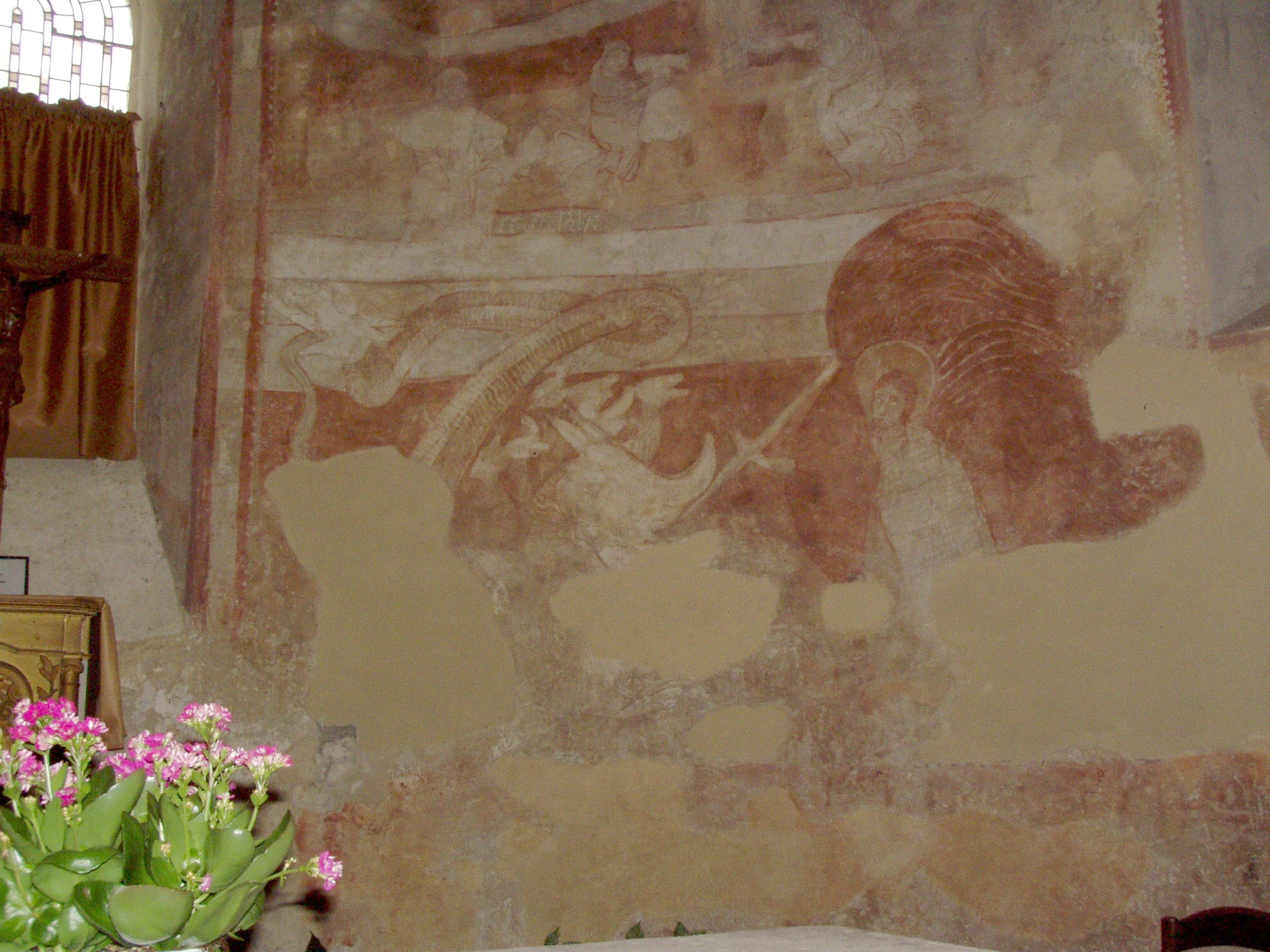
Saint Michel terrassant le dragon

D'autres peintures n'ont pas été identifiées.

## Personnalités liées à la commune
- Jean Antoine Penin (1777-1843) maire de Saint-Pierre-les-Églises en 1811.
- Jean Ferré, (1929-2006) historien de l'art et journaliste.